# Слободан Милосављевић
Слободан Милосављевић (Београд, 19. новембар 1965) српски је политичар и предавач. Бивши је министар трговине, туризма и услуга у Влади Мирка Цветковића као и министар пољопривреде, шумарства и водопривреде.

## Биографија
Рођен је 19. новембра 1965. године у Београду. Дипломирао је, магистрирао и докторирао на Економском факултету Универзитета у Београду.
Радну каријеру почео је у Институту за тржишна истраживања (ИЗИТ) у Београду. Од 1996. године обављао је послове директора Центра за конјуктурна истраживања и макроекономске анализе.
Од 2001. до 2004. године обављао је функцију министра за трговину, туризам и услуге у влади Зорана Ђинђића и у влади Зорана Живковића. Пре именовања на ту функцију био је економски саветник председника Демократске странке др Зорана Ђинђића.
Након престанка министарске функције именован је за директора, а у децембру 2004. године изабран је за председника Привредне коморе Србије.
Ангажован је и као професор на Београдској пословној школи на предметима Трговина и Трговинска политика.
За министра пољопривреде, шумарства и водопривреде у Влади Републике Србије изабран је 15. маја 2007. године и ту функцију обављао је до јула 2008. године.
Објавио је више од 50 научних и стручних радова у часописима, едицијама, публикацијама и монографијама од националног и међународног значаја. Аутор је универзитетског уџбеника „Трговинска политика“.
У децембру 2015. ухапшен је под оптужбом за финансијске малверзације и био у притвору до краја јануара 2016. године.
Октобра 2023. Милосављевић је ослобођен одговорности за злоупотребу службеног положаја, односно да је прибавио противправну корист предузећа „Максим и ко”, за шта се теретио оптужницом Јавног тужилаштва за организовани криминал.
Ожењен је, отац двоје деце.